# Nyári Palota (Peking)
A Nyári Palota (tradicionális kínai: 頤和園, egyszerűsített kínai: 颐和园, Pinjin: Yíhé Yuán) Kínában, Pekingben található. A Nyári Palota uralja a 60 méter magas Hosszú élet-hegyet és a Kunming-tavat. A központ a Kunming-tó 2,2 négyzetkilométer nagyságú mesterséges tó. Ahogy ásták a tavat, a földet a hegyre hordták.
A Nyári Palotát a Tiszta hullámok kertjének hívták (tradicionális kínai: 清漪園, egyszerűsített kínai: 清漪园, Pinjin: Qīngyī Yuán) 1750-ben (Csien-lung kínai császár 15. évében). Kisiparosok reprodukálták a különféle kínai kertek stílusát. A Kunming-tó úgy született, hogy Hangcsou (Hangzhou) Nyugati-tavát utánozták. A Nyári Palota kétszer rongálódott meg komolyabban az angol-francia szövetséges megszállás idején 1860-ban (a Régi Nyári Palotával együtt kifosztották) és 1900-ban, a bokszerlázadás során. A kert nem sérült meg nagyon, illetve újjáépítették 1886-ban és 1902-ben. 1888-ban kapta meg jelenlegi nevét a Nyári Palotát. Cixi özvegy császárné nyári rezidenciájául szolgált a hely. A felépítésére fordított hatalmas összegeket eredetileg állítólag a kínai haditengerészet fejlesztésére szánták, de az összeomlás felé haladó kínai császárságban újra a luxuskiadások kerültek előtérbe.
1998 decemberében felkerült az UNESCO Világörökség listájára. A Nyári Palota és környéke népszerű turistalátványosság a külföldiek körében is.

## Galéria

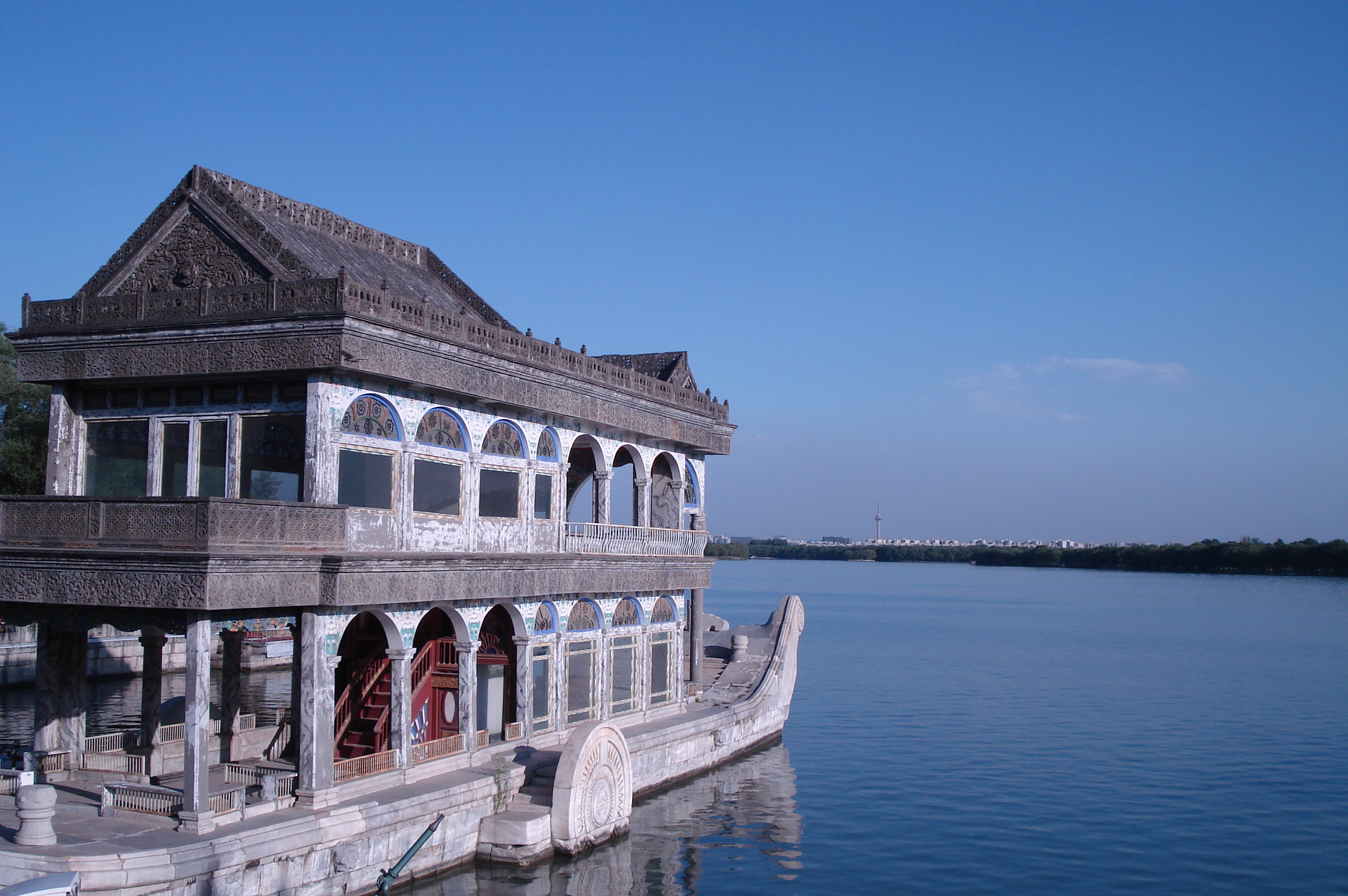
A Márványhajó a Nyári Palotánál
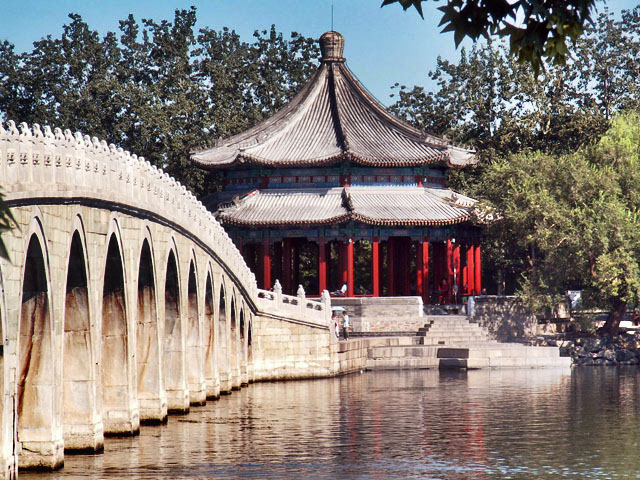
A tizenhétlyukú híd
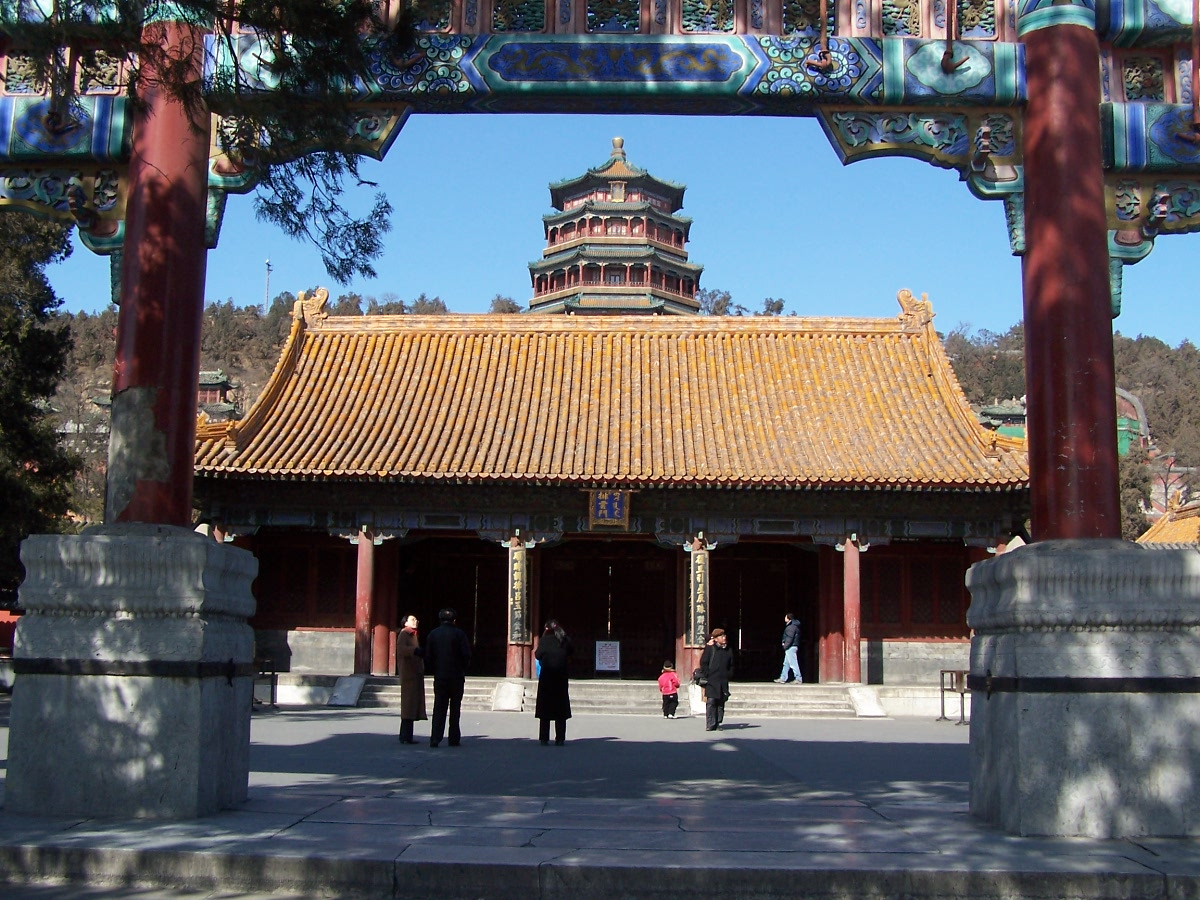
A Hosszú élet-hegy tetején állva, a buddhisták tornya a legmagasabb épület a Nyári Palotában
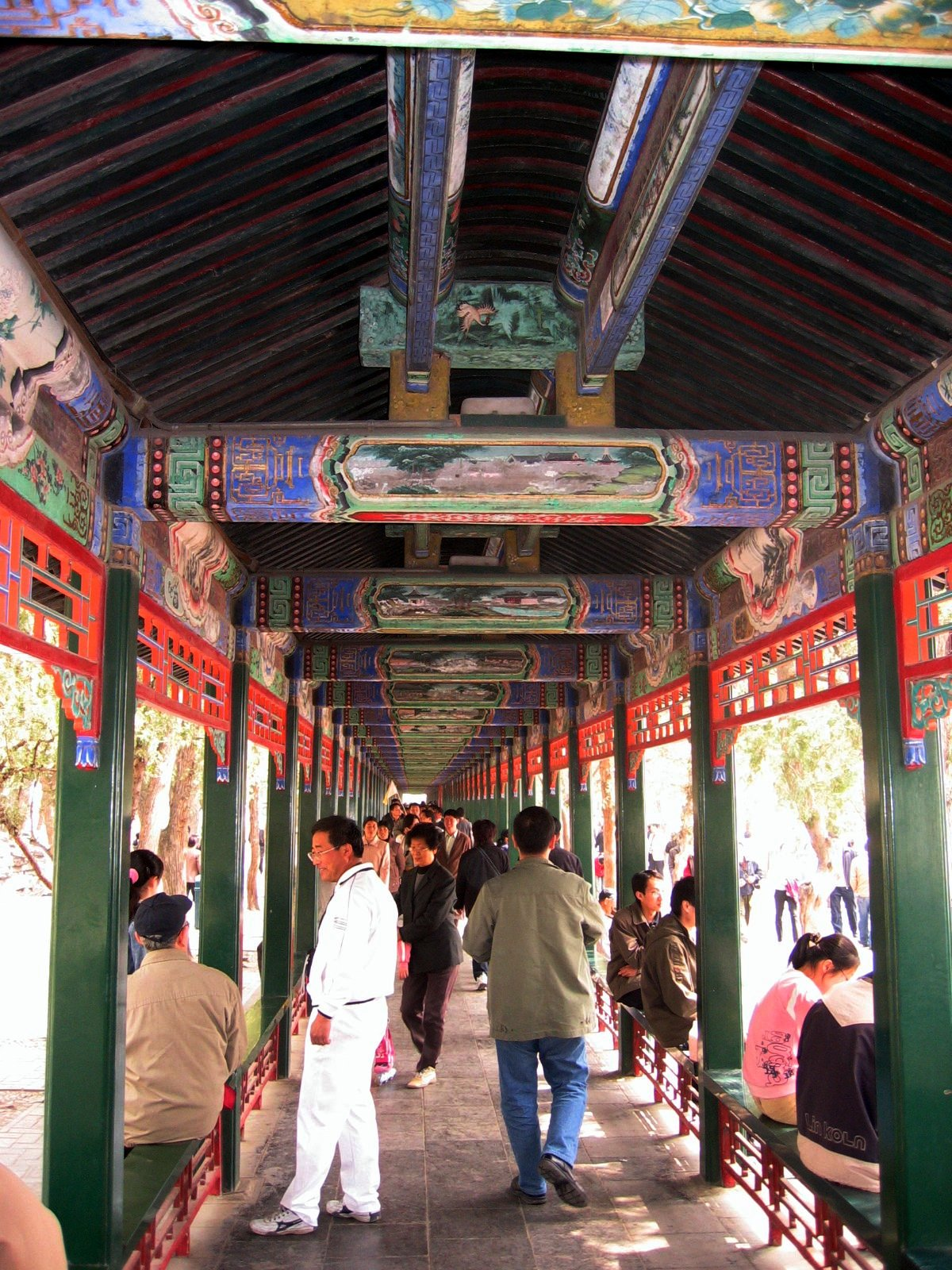
Hosszú folyosó
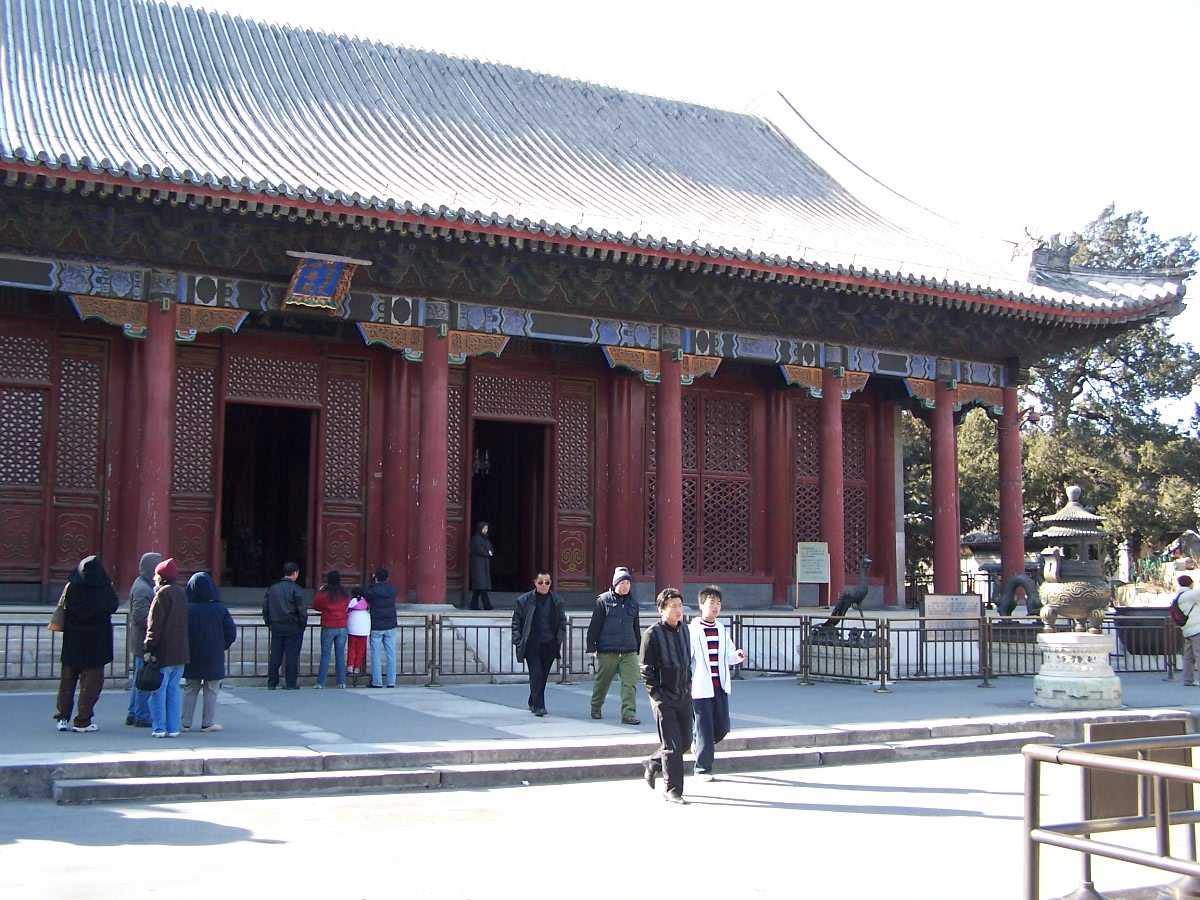
A jóindulat és a hosszú élet hallja
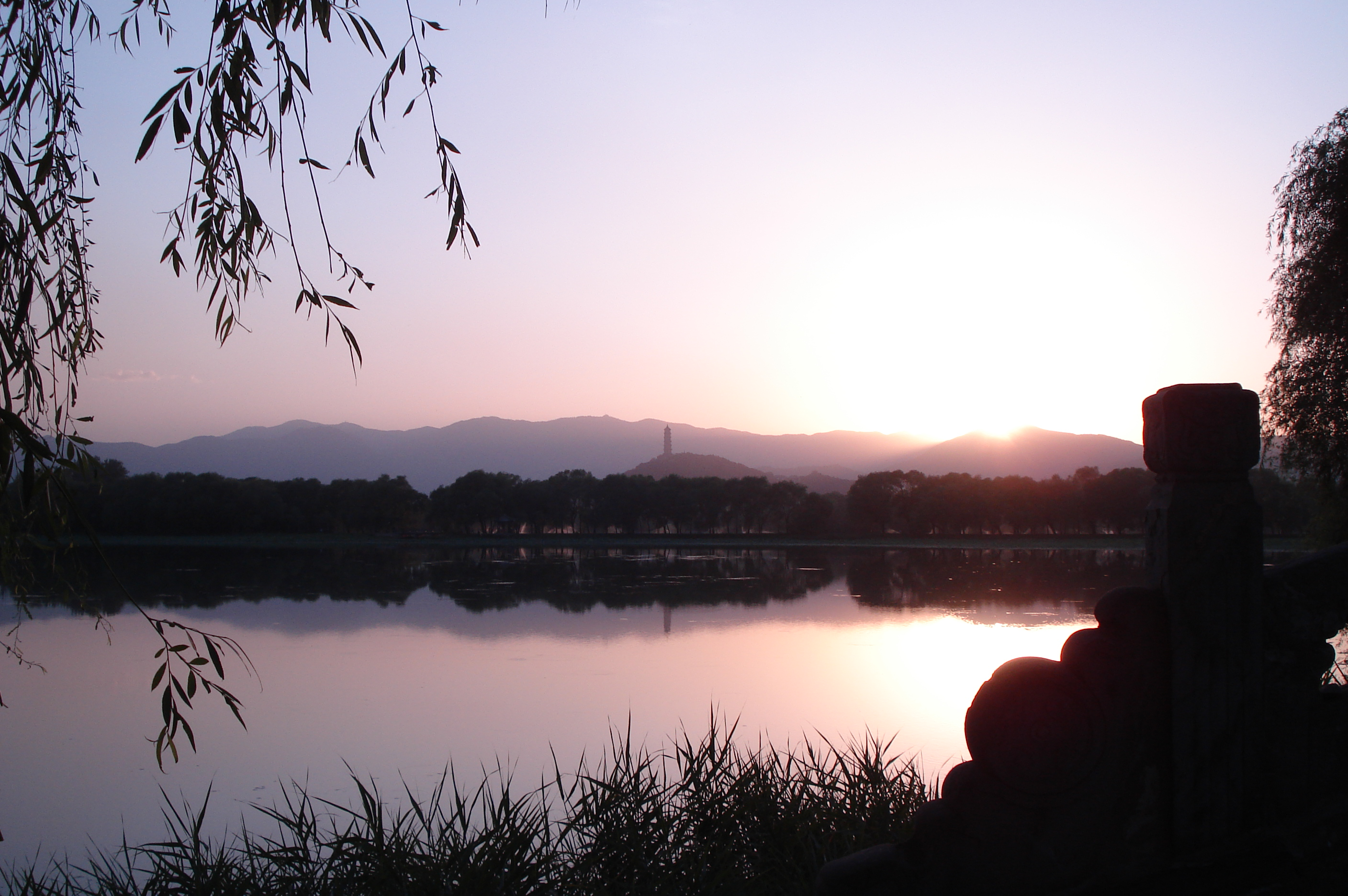
A tó tornya és hegyi látkép
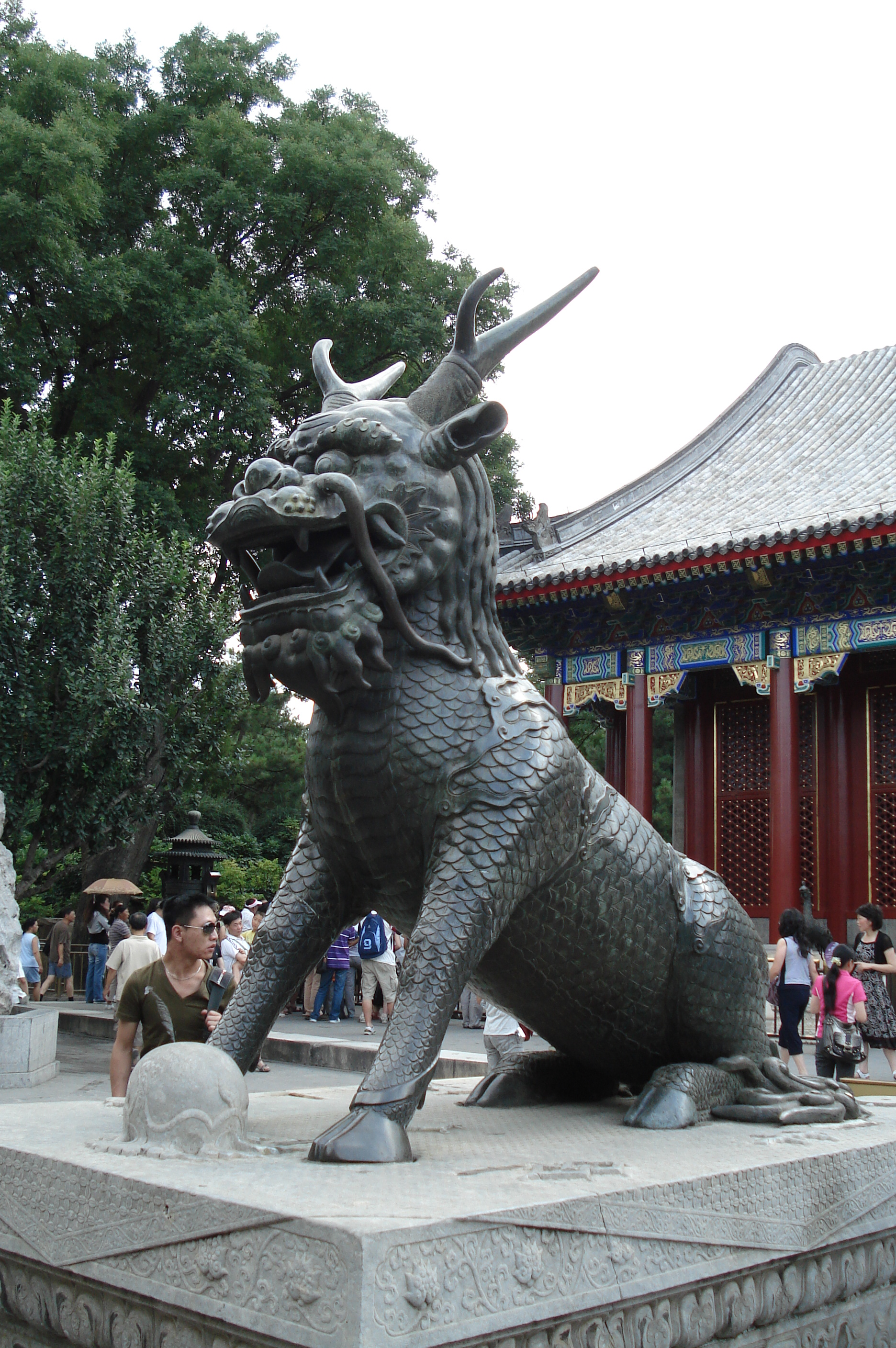
Csi-lin-bronzszobor a Nyári Palotában